# 龍塞斯瓦耶斯 (托利馬省)

龍塞斯瓦耶斯（西班牙語：Roncesvalles），是哥倫比亞的城鎮，位於該國中西部托利馬省，始建於1913年2月12日，距離伊瓦格113公里，面積790平方公里，海拔高度2,700米，2005年人口6,090，人口密度每平方公里7.71人。
4°01′N 75°36′W / 4.017°N 75.600°W